# Diaretula muretta
Diaretula muretta är en svampdjursart som beskrevs av Schmidt 1880. Diaretula muretta ingår i släktet Diaretula, ordningen Hexactinosida, klassen glassvampar, fylumet svampdjur och riket djur.
Artens utbredningsområde är Kuba. Inga underarter finns listade i Catalogue of Life.